# Lille Vadsøya
Lille Vadsøya ist eine unbewohnte Insel in der Kommune Vadsø im norwegischen Fylke Finnmark. Sie liegt südwestlich von Vadsø in der Laksebubukta.